# Cetratus
Cetratus es un género de arañas cangrejo de la familia Thomisidae. Fue descrito por el zoólogo polaco Władysław Kulczyński.

## Especies
- Cetratus annulatus Kulczyński, 1911
- Cetratus caecutiens (L. Koch, 1876)
- Cetratus circumlitus (L. Koch, 1876)
- Cetratus rubropunctatus (Rainbow, 1920)
- Cetratus tenuis (L. Koch, 1875)